# Nicolaus Fest

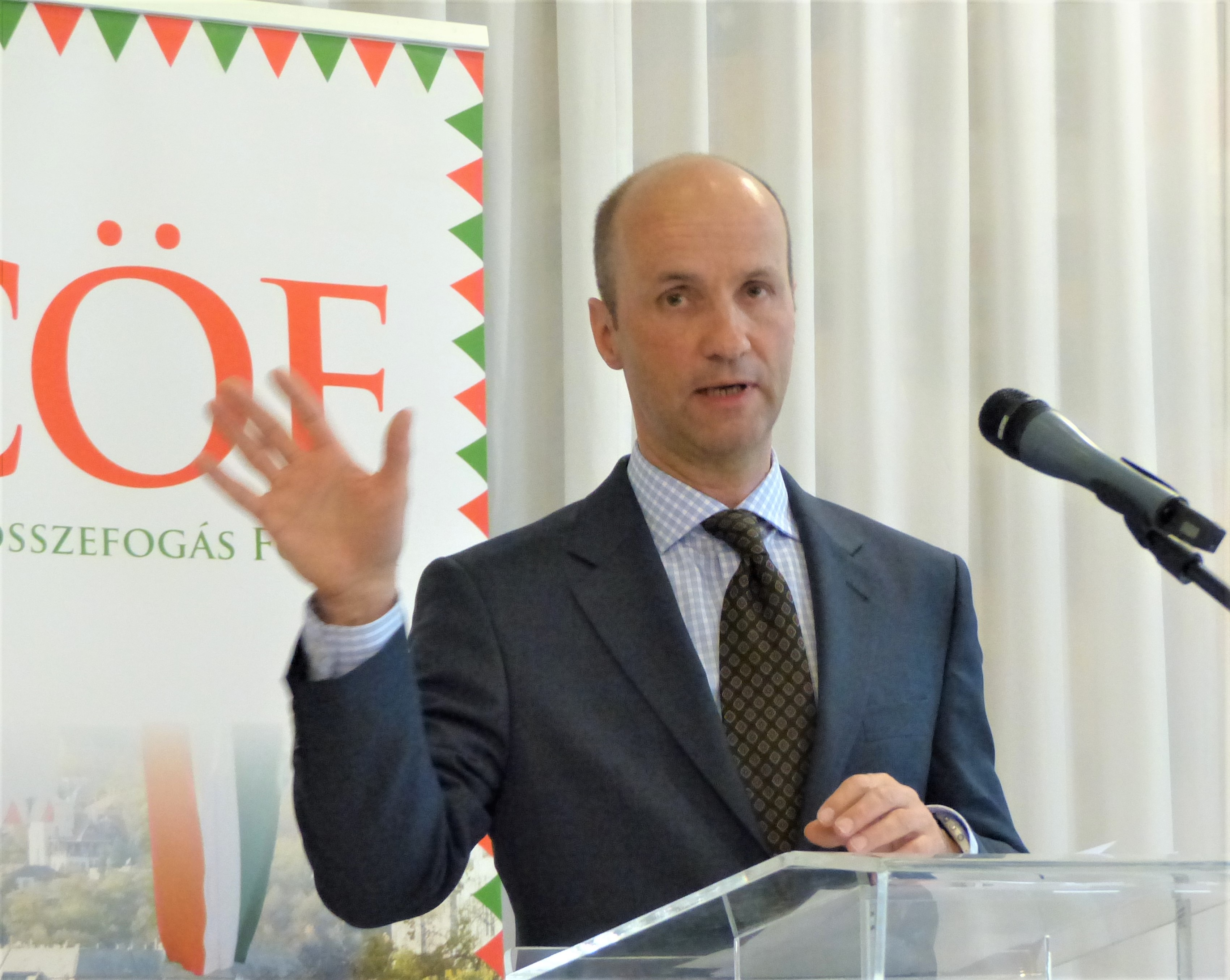
Nicolaus Fest (2019)

Constantin Nicolaus Johannes Joachim Fest (* 1. Juli 1962 in Hamburg) ist ein deutscher Jurist, Journalist und Politiker (parteilos, bis 2024 AfD). Von 2019 bis 2024 war er Mitglied des Europaparlaments. Von Ende Januar 2020 bis März 2021 war er Vorsitzender des Notvorstands der AfD Berlin. Von Februar 2022  bis Februar 2023 war er Nachfolger von Jörg Meuthen als Leiter der AfD-Delegation innerhalb der Fraktion Identität und Demokratie im Europaparlament. Im Mai 2024 wurde er aus der AfD ausgeschlossen.

## Leben
Nicolaus Fest ist der Sohn des Zeithistorikers, FAZ-Herausgebers, Autors und Hitler-Biografen Joachim Fest und der Bruder des Verlegers Alexander Fest.
Fest wuchs in Hamburg auf und studierte Rechtswissenschaften. Er wurde 1995 an der Humboldt-Universität zu Berlin mit der Dissertation Bereicherungs- und Schadensausgleich bei der Verletzung von Immaterialgüterrechten promoviert.
Nach seinem Referendariat arbeitete Fest zunächst beim Auktionshaus Sotheby’s und bei der Ebner Pressegesellschaft in Ulm (Südwest Presse). Anfang 1995 kam er zum Verlag Gruner + Jahr. Zunächst arbeitete er für ein Projekt im Anzeigenbereich, später war er Referent für Sonderprojekte im Büro des Vorstandschefs Gerd Schulte-Hillen. Im Februar 1999 wechselte er ins Pressesprecher-Team mit Zuständigkeit für den Bereich Interne Kommunikation, Kontakt zur Regionalpresse und den Online-Auftritt. Nach einem Streit mit Schulte-Hillen verließ er Ende Mai 2000 das Unternehmen. Anfang 2001 begann er seine Tätigkeit bei der Bild-Gruppe des Axel-Springer-Verlags. Er war Kulturchef der Bild und von Oktober 2013 bis September 2014 als stellvertretender Chefredakteur der Bild am Sonntag zuständig für Sonderaufgaben. Ende 2014 verließ Fest die Zeitung.

### Politische Karriere
Nicolaus Fest trat 2016 der AfD bei und wurde Kreisvorsitzender der AfD im Berliner Stadtbezirk Charlottenburg-Wilmersdorf, jedoch nach bereits einer Amtszeit nicht wiedergewählt. Im März 2017 wurde er von der AfD Berlin auf Platz 5 der Landesliste für die Bundestagswahl 2017 nominiert. In seinem Bundestagswahlkreis Berlin-Charlottenburg – Wilmersdorf  erreichte er mit 7,2 % der abgegebenen Stimmen nur Platz 6 der Direktkandidaten und damit ein schlechteres Ergebnis bei den Erststimmen als bei der Zweitstimme. Der Einzug in den Bundestag gelang ihm auch über die Landesliste nicht.
In einem Blogeintrag bezeichnete Fest „Gruppen von arabischen, türkischen oder afrikanischen Jugendlichen“ als „primitiv und bösartig“. Er schrieb zudem: „Insofern muss man das Wort von Max Frisch, dem zufolge wir Gastarbeiter riefen, aber Menschen bekamen, vielleicht korrigieren: Wir riefen Gastarbeiter, bekamen aber Gesindel.“ Daraufhin wurde Fest 2017 wegen Volksverhetzung angezeigt. Das Verfahren wurde im Juli 2017 von der Staatsanwaltschaft Berlin eingestellt. Als der Hashtag #Gesindel im Oktober 2019 nach einer Kampagne von HoGeSatzbau in die Trending Topics von Twitter kam, lehnte Fest bei einer Nachfrage des Bayerischen Rundfunks eine Stellungnahme ab, „ob er die damals getätigte Aussage heute so wiederholen würde oder sich davon distanziert“.
Bei einem Bürgerdialog des AfD-Kreisverbandes Lüchow-Dannenberg/Lüneburg im Jahr 2018 forderte Fest, man müsse Bundeskanzlerin Angela Merkel „erlegen“. Bundestagsvizepräsident Wolfgang Kubicki bezeichnete diese Aussage als „armselig“.
Für die Europawahl 2019 wurde Fest auf einem Delegiertenparteitag im November 2018 auf Platz 6 der Bundesliste der AfD gewählt. Ihm gelang der Einzug in das Europaparlament.
Im Januar 2020 wurde Fest als Notvorstand der AfD Berlin eingesetzt. Der ehemalige Landeschef Georg Pazderski übergab Fest die Geschäfte, da der reguläre Vorstand seit Ende des Jahres 2019 nicht mehr im Amt und der dann eingesetzte Notvorstand nur bis zum 25./26. Januar eingesetzt war. Im März 2021 wurde mit Kristin Brinker eine neue Landesvorsitzende gewählt, wodurch Fests Tätigkeit als Notvorstand endete.

#### Verunglimpfung David Sassolis
Am Tag des Todes des Präsidenten des Europäischen Parlaments David Sassoli im Januar 2022 verunglimpfte Fest diesen in einem internen Gruppenchat der AfD-Europaparlamentsabgeordneten als „Antidemokrat, eine Schande für jede parlamentarische Idee“ und äußerte: „Endlich ist dieses Dreckschwein weg“. Der AfD-Parteivorsitzende Jörg Meuthen bewertete die Äußerungen als „verstörend, tief abstoßend und unentschuldbar“. Fest selbst wollte sich auf Anfrage hin nicht von seinen Aussagen distanzieren und kritisierte die Öffentlichmachung des internen Chats als „bedauerlich“.

#### Kandidatur als Bundessprecher, Machtkämpfe und Parteiausschlussverfahren
Fest kandidierte auf dem 13. Bundesparteitag der AfD gegen Alice Weidel um das Amt eines der beiden Bundessprecher der Partei und unterlag deutlich. Fest zahlte seit dieser Niederlage seine Mandatsträgerabgaben an die Partei nicht mehr und wurde u. a. deshalb mit einem Parteiausschlussverfahren konfrontiert. Er befand sich in einem parteiinternen Machtkampf mit seinem Kollegen Maximilian Krah; einer Abwahl als Chef der AfD-Europaabgeordneten kam er durch Rücktritt zuvor. Fest gilt parteiintern als isoliert und wurde dementsprechend nicht einmal mehr zum Delegierten des Berliner Landesverbandes für die Bundesparteitage gewählt. Im März 2024 wurde bekannt, dass ein parteiinternes Schiedsgericht dem Parteiausschluss zugestimmt hat. Fest hat noch die Möglichkeit, eine Überprüfung zu beantragen.
Das Europäische Parlament hob am 14. März 2023 die parlamentarische Immunität Fests auf Antrag der Staatsanwaltschaft Berlin wegen des Verdachts der strafbaren Verleumdung des Grünen-Politikers Volker Beck auf. Eine Klage Fests gegen die Immunitätsaufhebung wies der Europäische Gerichtshof am 26. Juni 2024 ab.
Für die Europawahl 2024 wurde Fest nicht wieder auf einem Listenplatz der AfD aufgestellt. Er schied somit im Juli 2024 aus dem Europaparlament aus.

#### Rückzug aus der AfD
Ende April 2024 gab Fest auf seinem YouTube-Kanal seinen Rückzug aus der AfD bekannt. Alice Weidel und Tino Chrupalla warf er unter anderem Vetternwirtschaft vor. Fest erklärte, bis zur Beendigung seines Parteiausschlussverfahrens in der Partei bleiben zu wollen. Weiterhin nannte er die AfD einen „unpatriotischen und halbsozialistischen Clanverbund, der als fünfte Kolonne Moskaus“ agiere. Mitte Mai 2024 wurde Fest aus der AfD ausgeschlossen.

## Positionen
Im Juli 2014 verfasste Fest in der Bild am Sonntag einen Kommentar, in dem er den Islam als Integrationshindernis bezeichnete. Der Kommentar löste eine Debatte aus. Der Chefredakteur der Bild, Kai Diekmann, und die Chefredakteurin von Bild am Sonntag, Marion Horn, distanzierten sich von Fests Aussagen. Ende 2014 verließ Fest die Bild; der Verlag dementierte einen Zusammenhang mit dem islamkritischen Kommentar Fests.
Im Januar 2016 schrieb Fest in der neurechten Jungen Freiheit, Deutschland würde unter Angela Merkels Regierung eine „Ent-Parlamentarisierung“ drohen. Er behauptete Parallelen zum Ermächtigungsgesetz des NS-Regimes 1933. Die Deutschen müssten deshalb „aufwachen“ und „die Politik selbst in die Hand nehmen“, ansonsten werde es „kein Aufwachen geben“.
Fest trat im Oktober 2016 dem Berliner Landesverband der AfD bei. Anlässlich einer Pressekonferenz zum Parteieintritt sagte Fest, er halte den Islam weniger für eine Religion als für eine totalitäre Bewegung, die mit dem Nationalsozialismus vergleichbar und nicht mit dem deutschen Grundgesetz vereinbar sei. Eine totalitäre Ideologie dürfe in der Öffentlichkeit keinen Platz haben. Deshalb müssten auch Moscheen geschlossen werden. Im März 2017 erweiterte er diese Forderung, indem er gegenüber dem Tagesspiegel angab, dass er alle Moscheen schließen lassen wolle.
Fest stimmte im Europäischen Parlament entgegen der Parteilinie für Waffenlieferungen an die Ukraine im Russisch-Ukrainischen Krieg.

## Privatleben
Fest ist geschieden, kinderlos und lebt in Kroatien.